# Élections législatives de 1920 dans le Land de Thuringe
 (février 2025).
Les élections législatives de 1920 dans le Land de Thuringe se tiennent le 20 juin 1920, afin d'élire les 53 députés du Thüringer Landtag.
| Parti                    | Parti                                                 | Voix    | %     | Sièges |  |
| ------------------------ | ----------------------------------------------------- | ------- | ----- | ------ |  |
|                          | Parti social-démocrate indépendant d'Allemagne (USPD) | 184 267 | 27,87 | 15     |  |
|                          | Fédération paysanne de Thuringe (ThLB)                | 136 264 | 20,61 | 11     |  |
|                          | Parti social-démocrate d'Allemagne (SPD)              | 134 581 | 20,35 | 11     |  |
|                          | Parti populaire allemand (DVP)                        | 104 239 | 15,77 | 8      |  |
|                          | Parti démocrate allemand (DDP)                        | 48 280  | 7,30  | 4      |  |
|                          | Parti national du peuple allemand (DNVP)              | 45 405  | 6,87  | 4      |  |
|                          | Parti communiste d'Allemagne (KPD)                    | 8 134   | 1,23  | 0      |  |
|                          | Zentrum (DZP)                                         | 3       | 0,00  | 0      |  |
|                          |                                                       |         |       |        |  |
| Votes valides            | Votes valides                                         | 661 173 |       |        |  |
| Votes blancs et nuls     |                                                       |         |       |        |  |
| Total                    | Total                                                 |         | 100   | 53     |  |
| Abstentions              |                                                       |         |       |        |  |
| Inscrits / participation | Inscrits / participation                              | 803 529 |       |        |  |